# Jesper Buch
Jesper Buch (født 30. august 1975 i Vamdrup) er en dansk iværksætter, investor og medstifter af Just Eat. Han er uddannet fra Kolding Købmandsskole i 1995. Han tilbragte fire år i militæret, hvor han opnåede rang af premierløjtnant. I 1998 åbnede han en restaurant i Blokhus og solgte den med fortjeneste efter et år, inden han i 2000 stiftede Just Eat, der ni år senere blev verdens største formidler af fastfood.
Jesper Buch drev de første par år, fra 2000, Just Eat fra en kælder, mens han kæmpede for at få virksomheden til at give overskud. Da Just Eat i 2004 begyndte at give overskud, rejste han til England og oprettede en afdeling dér. I 2008 besluttede han sig for at fratræde som direktør for Just Eat og flyttede til Spanien, inden han i 2011 solgte sine aktier i Just Eat for et større millionbeløb.
Buch har i årenes løb investeret i mange forskellige start-up virksomheder som for eksempel Miinto, GoMore, Shaping New Tomorrow, Autobutler og Mentaline.com. Han er også en del af tv-serien Løvens Hule på DR1, hvor nye iværksættere skal sælge deres opfindelser og virksomhedsideer til kendte og etablerede erhvervsfolk.

## Karriere
I 2008 flyttede Buch til Marbella i Spanien. Samme år stiftede Buch Mentaline.com som senere skiftede navn til gomentor.com. Sitet kobler psykologer og coaches online så klienter kan forestå sessioner via internettet. Selskabet er i dag online i Danmark, Norge og England.
Buch blev i 2012 inviteret til en af kongehusets middage, da han er et symbol for danske iværksættere.[kilde mangler] Sammen med kun fem andre blev han inviteret til en personlig samtale med Dronning Magrethe efter middagen.
I 2013 var Buch den mest søgte profil på hjemmesiden proff.dk. Samme år blev han også udnævnt til "Young Global Leader" af World Economic Forum som den femte dansker nogensinde.
Buch har herudover medvirket i TV 2 programmet Den Hemmelige Millionær, hvor Buch i 10 dage gik undercover i det belastede Mjølnerparken i København, hvorefter han til sidst donerede 300.000 kroner til projekter i lokalområdet.
Buch og hans selskaber har vundet E-handelsprisen flest gange med nomineringer og priser i 2004, 2005, 2006, 2007, 2008, 2009, 2010 og 2011.
Jesper Buch er i dag medejer af en lang række forretninger, herunder Miinto, GoMentor (tidl. Mentaline.com), SNT, Nabo, Drinkster, Autobutler, GoMore, Domino's Pizza (DK), Hungry Group, Fitbay, Plecto, Crowdy House, Fishtrip, Vivino, Dyekjaer Design, Ditur.dk og Reshopper.
Solgte virksomheder: Just Eat, Just-brand, Osuma, Autobutler.dk og Ungarbejde.dk
Derudover har Jesper Buch investeret i en række fejlslagne selskaber - heriblandt Drinkster.

### Just-Eat
I år 2000 etablerede Jesper Buch virksomheden Foodzoom.dk, men inden projektet gik online blev navnet ændret til Just-eat. Firmaet blev startet i en kælder på Domhusgade i Kolding. Sidst i 2002 var der kun tre ansatte i Just-Eat og nogle af de oprindelige medejere blev købt ud. Selskabet havde på det tidspunkt kun 100 restauranter online og ca. 200 ordrer om dagen. : I 2004 gik indtægterne lige op med udgifterne, og Island blev det første eksportmarked..
Tidligt i 2005 blev alle selskabets aktionærer undtagen Buch og angel investor Carsten Mikkelsen købt ud af en dansk rigmand fra Hongkong. Senere i 2005 besluttede Jesper Buch sig for at gøre det hele igen, og han startede Just-eat.co.uk op. Ved siden af dette startede Buch også Just-eat op i Holland, Irland, Sverige og Island. Selskabet har i dag over 1000 ansatte.
I midten af 2008 solgte Buch første gang nogle af sine aktier i Just-eat til Index Ventures. I 2011 solgte Buch resten af sine aktier i Just-eat og er til dato den person som har siddet i Just-eat´s topstilling som direktør i længst tid nemlig knap 9 år og bestyrelsen i knap 12 år. Buchs efterfølger Klaus Nyengaard sad fra sidst i 2008 til og med 2012 altså 4 år.

### Miinto Group
I 2009 var Buch medstifter af Miinto Group. Miinto Group er i dag på 6 markeder, og har over 200 ansatte. Jesper kalder Miinto for sit kapitel nummer 2 (kapitel nummer 1 var efter eget udsagn Just-Eat). Miinto er i dag online i Danmark, Norge, Sverige, Holland, Schweiz og Polen.

### Bøger
I 2012 udgav Jesper Buch bogen KICK-ASS - Fra kælder til milliard, som beskriver opstarten med Just-eat og hans første efterfølgende projekter. Bogen var på et tidspunkt nummer 1 på itunes i Danmark.
Jesper Buch udgav i 2018 bogen All in.

## Løvens Hule
Jesper Buch medvirkede som investor i 1-7 sæson af DR1's Løvens Hule, hans investeringer i første sæson var Washa, Min Bedste Bog, KidUp, REC Watches og Demovare.